# والتر هایتلر
والتر هایتلر (آلمانی: Walter Heitler؛ ۲ ژانویهٔ ۱۹۰۴ – ۱۵ نوامبر ۱۹۸۱) یک فیزیک‌دان در زمینه مکانیک کوانتومی اهل آلمان بود.
وی همچنین برنده جوایزی همچون مدال ماکس پلانک شده است.